# Samsonki
Samsonki (prononciation : [samˈsɔnki]) est une localité polonaise de la gmina de Zbąszynek dans le powiat de Świebodzin de la voïvodie de Lubusz dans l'ouest de la Pologne.
Elle se situe à environ 4 kilomètres au nord-est de Zbąszynek (siège de la gmina), 23 kilomètres à l'est de Świebodzin (siège du powiat), 45 kilomètres au nord-est de Zielona Góra (siège de la diétine régionale) et 66 kilomètres au sud-est de Gorzów Wielkopolski (capitale de la voïvodie).
La localité comptait approximativement une population de 28 habitants en 2010.

## Histoire
Après la Seconde Guerre mondiale, avec la mise en œuvre de la ligne Oder-Neisse, le territoire de la localité est intégré à la République populaire de Pologne. La population d'origine allemande est expulsée et remplacée par des polonais.
De 1975 à 1998, la localité appartenait administrativement à la voïvodie de Zielona Góra.

Depuis 1999, elle appartient administrativement à la voïvodie de Lubusz